# Slatina (Srebrenica, BiH)
Slatina su naselje u općini Srebrenica, Republika Srpska, BiH.

## Stanovništvo
Nacionalni sastav stanovništva 1991. godine, bio je sljedeći:
ukupno: 339
- Bošnjaci - 330
- Srbi - 9